# Linia kolejowa Nowosokolniki – Newel
Linia kolejowa Nowosokolniki – Newel – linia kolejowa w Rosji łącząca stację Nowosokolniki ze stacją Newel II. Zarządzana jest przez region petersbursko-witebski Kolei Październikowej (część Kolei Rosyjskich). 
Linia położona jest w obwodzie pskowskim. Na całej długości jest niezelektryfikowana i jednotorowa.

## Historia
Linia powstała w XIX w. jako część linii z Petersburga do Witebska. Początkowo leżała w Imperium Rosyjskim, następnie w Związku Sowieckim. Od 1991 położona jest w Rosji.